# Prowincja Sassari
Prowincja Sassari (wł. Provincia di Sassari) – prowincja we Włoszech. 
Nadrzędną jednostką podziału administracyjnego jest region (tu: Sardynia), a podrzędną jest gmina.
Liczba gmin w prowincji: 66.